# 李鸿范
李鸿范（1920年11月—2005年），又名协儒博僧格，男，蒙古族，内蒙古哲里木盟人，中国编辑出版家，曾任民族出版社副社长、副总编，中国出版工作者协会顾问，中国翻译协会名誉理事。